# Intruda signata
Genre
Espèce
Synonymes
- Gnaphosoides signata Hogg, 1900

Intruda signata, unique représentant du genre Intruda, est une espèce d'araignées aranéomorphes de la famille des Gnaphosidae.

## Distribution
Cette espèce se rencontre en Nouvelle-Zélande et en Australie au Victoria.

## Publications originales
- Hogg, 1900 : A contribution to our knowledge of the spiders of Victoria: including some new species and genera. Proceedings of the Royal Society of Victoria (N.S.), vol. 13, p. 68-123.
- Forster, 1979 : The spiders of New Zealand. Part V. Cycloctenidae, Gnaphosidae, Clubionidae. Otago Museum Bulletin, vol. 5, p. 1-95.